# Филетер (сын Аттала I)
Филете́р (др.-греч. Φιλέταιρος; предположительно между 220 и 215 годами до н. э. — ок. 170 года до н. э.) — пергамский военачальник II века до н. э., один из младших братьев царя Пергама Эвмена II.

## Биография
Филетер родился в браке правителя Пергама Аттала I с женщиной «простого звания», уроженкой Кизика, Аполлонидой.
Согласно свидетельству Плутарха и других античных авторов, Филетер и его старшие братья относились друг к другу и матери с самым глубоким уважением и любовью, что казалось необычным на фоне частых семейных распрей среди других эллинистических династий. Филетер вместе со всеми братьями упоминается в посвящении высшего должностного лица, носящего звание «заведующий делами», Меногена, сына Менофанта. По замечанию О. Ю. Климова, «одна из черт центрального управления Пергамского царства заключалась в том, что исполнение важных военных и административных функций нередко возлагалось на ближайших родственников царя, при Эвмене II — на трех его братьев», хотя, как указывает Страбон, младшие братья и «оставались частными людьми». Так, по Титу Ливию, в 171 году до н. э., направляясь в Грецию для участия в Третьей Македонской войне на стороне римлян, Эвмен II вручил Филетеру бразды управления страной.
На Делосе была найдена статуя, воздвигнутая в честь Филетера. Надпись на ней повествует о храбрости Филетера во время войны с галатами. Некоторые исследователи полагают, что здесь имеется в виду основатель династии Атталидов. Но О. Л. Габелко подчёркивает, что ко времени появления кельтов в Малой Азии первый пергамский правитель находился в преклонном возрасте, поэтому сомнительно, что он лично мог принимать участие в сражениях. Кроме этого, в надписи говорится о том, что галаты были изгнаны Филетером из «собственных пределов», что вряд ли может относиться к Пергаму времен первой трети III столетия до н. э.
По высказыванию Генриха Штоля, Филетер умер незадолго до битвы при Пидне, произошедшей в 168 году до н. э.

## Комментарии
1. ↑  Приблизительная дата рождения его старшего брата Аттала.
2. ↑  Приблизительная дата рождения его младшего брата Афинея.